# Peperomia gracilispica
Peperomia gracilispica är en pepparväxtart som beskrevs av G.Mathieu. Peperomia gracilispica ingår i släktet peperomior, och familjen pepparväxter. Inga underarter finns listade i Catalogue of Life.